# مونته‌واگو
مونته‌واگو (به ایتالیایی: Montevago) یک کومونه در ایتالیا است که در استان آگریجنتو واقع شده‌است.

## خصوصیات
مونته‌واگو ۳۲٫۵ کیلومترمربع مساحت و ۳٬۰۰۳ نفر جمعیت دارد و ۳۸۰ متر بالاتر از سطح دریا واقع شده‌است.

## خواهرخوانده
شهرهای تکیرداغ و پیه‌شتانی خواهرخوانده‌های مونته‌واگو هستند.